# Рой Андерссон (режисер)
Рой А́ндерссон (швед. Roy Andersson; нар. 31 березня 1943, Гетеборг, Швеція) — шведський кінорежисер. Він створив шість повнометражних художніх фільмів, шість короткометражних та понад чотирьохсот рекламних роликів. Має свою продюсерську компанію з двома знімальними павільйонами, монтажною, звукооператорською і кінотеатром, що дозволяє йому продюсувати та створювати власні фільми. Він працює без сценарію і знімального графіка, знімає здебільшого в павільйоні.
Відзначений безліччю міжнародних нагород і призів. У 2014 році нагороджений головним призом 71-го Венеційського міжнародного кінофестивалю, «Золотим левом», за постановку філософської драми «Сидів голуб на гілці, міркуючи про буття» — заключної частини трилогії Андерссона про сутність життя. Таким чином, Рой Андерссон став першим та єдиним шведським режисером, що отримав цю нагороду.

## Життєпис
Після закінчення школи Андерссон хотів вчитися в нещодавно відкритій кіношколі в Стокгольмі (у 1970 році вона була перетворена в Інститут драматичного мистецтва, проте туди приймали тільки тих, хто досягнув 24 років, тому він вступив до Університету Лунда, в якому вивчав історію драматургії, театру і кіно. У 1967 році він вступив до Кіношколи.
Андерссон починав кар'єру як режисер рекламних роликів — і вже перша його робота, реклама дезодоранту, стала володарем Каннського Лева на фестивалі реклами. Ще до закінчення навчання в кіношколі він зняв свій перший повнометражний фільм — «Шведська історія кохання» (швед. En kärlekshistoria). Ця картина в 1969 році була номінована на «Золотого ведмедя» на Берлінському міжнародному кінофестивалі.
Але його другий фільм, «Гіліап» (швед. Giliap, 1976), зазнав невдачі.
Через фінансові проблеми Андерссон знову став знімати рекламні кліпи. Це були незвичайні рекламні мініатюри, що були інсценуванням суспільних стереотипів в довгих кадрах. Ці ролики були відзначені багатьма нагородами, в тому числі вісьмома каннськими Золотими Левами на фестивалі реклами.
У 1977 році Рой Андерссон створив свою продюсерську компанію Roy Andersson Production, а в 1984 році — Studio 24 — незалежну продюсерську компанію, якою керує дотепер.
У 2000 році почав розробку своєї екзистенціальної трилогії, що складається з фільмів «Пісні з другого поверху», «Ти, що живе» і «Сидів голуб на гілці, міркуючи про буття». Знімання першого повнометражного фільму тривали з 1996 по 2000 рік. Другий фільм (2007) — трагікомедія, що складається з п'ятдесяти історій, які, за задумом режисера, повинні показати людське існування у всій своїй повноті. Фільм отримав приз глядацьких симпатій на Гетеборзькому кінофестивалі 2008 року. Третій (2014) був відзначений головним призом Венеційського кінофестивалю «Золотого лева».
У 2015 році Музей мистецтв і дизайну в Нью-Йорку представив ретроспективу робіт Андерссона під назвою "Важко бути людиною: кіно Роя Андерссона".

## Фільмографія
- 1970 — Шведська історія кохання
- 1975 — Giliap
- 2000 — Пісні з другого поверху
- 2007 — Ти, що живеш
- 2014 — Сидів голуб на гілці, міркуючи про буття
- 2019 — Про нескінченність